# Шилейко, Адольф Донатович
Шилейко Адольф Донатович (19 февраля 1851 — 1914) — российский военный деятель, генерал-лейтенант, георгиевский кавалер.

## Биография
В службе в РИА с 1868 года. Окончил Виленское пехотное юнкерское училище в 1870 году по 1-му разряду в 112-й пехотный Уральский полк. Прапорщик — 29.06.1870. Подпоручик — 17.04.1871. Поручик — 21.06.1872. Штабс-капитан — 18.05.1875. Капитан — 09.04.1878. Участник русско-турецкой войны (прикомандирован к 10-му гренадерскому Малороссийскому полку в чине штабс-капитана (субъалтерн-офицер 9-й роты). Подполковник — 01.01.1886 г. Полковник — 06.07.1894 г. На 1899 год — полковник, командир 3-го восточно-сибирского линейного батальона. С 31.10.1899 г. — командир 126-го пехотного Рыльского полка. С 1904 г. — начальник 54-й пехотной резервной бригады, в русско-японскую войну — командир 1-й бригады 3-й Сибирской пехотной дивизии. В 1907 году — командир бригады в Саратове, уволен в отставку. Умер в Житомире.

## Награды
- орден Святого Станислава 3-й степени (1876)
- орден Святой Анны 3-й степени с мечами и бантом (1878)
- орден Святого Станислава 2-й степени (1880)
- орден Святой Анны 2-й степени (1887)
- орден Святого Владимира 4-й степени (1891)
- орден Святого Владимира 3-й степени (1898)
- орден Святого Станислава 1-й степени (ВП 03.09.1904)
- орден Святой Анны 1-й степени с мечами (ВП 26.11.1904)
- Золотое оружие «За храбрость» (1906 г.)
- Румынский крест в память войны с Турцией(1878)